# Langbeiniet
Het mineraal langbeiniet is een kalium-magnesium-sulfaat met de chemische formule K2Mg2(SO4)3.

## Eigenschappen
Het doorzichtig tot doorschijnend kleurloze, grijze, groenige of paarse langbeiniet heeft een witte streepkleur, een glasglans en het mineraal kent geen splijting. Het kristalstelsel is kubisch. Langbeiniet heeft een gemiddelde dichtheid van 2,83 en de hardheid is 3,5 tot 4. De radioactiviteit van het mineraal is nauwelijks meetbaar. De gamma ray waarde volgens het American Petroleum Institute is 269,89.

## Voorkomen
Langbeiniet wordt gevormd in mariene evaporitische afzettingen. Het mineraal wordt onder andere gevonden in Carlsbad, Eddy County, New Mexico, Verenigde Staten.